# Ensileuse

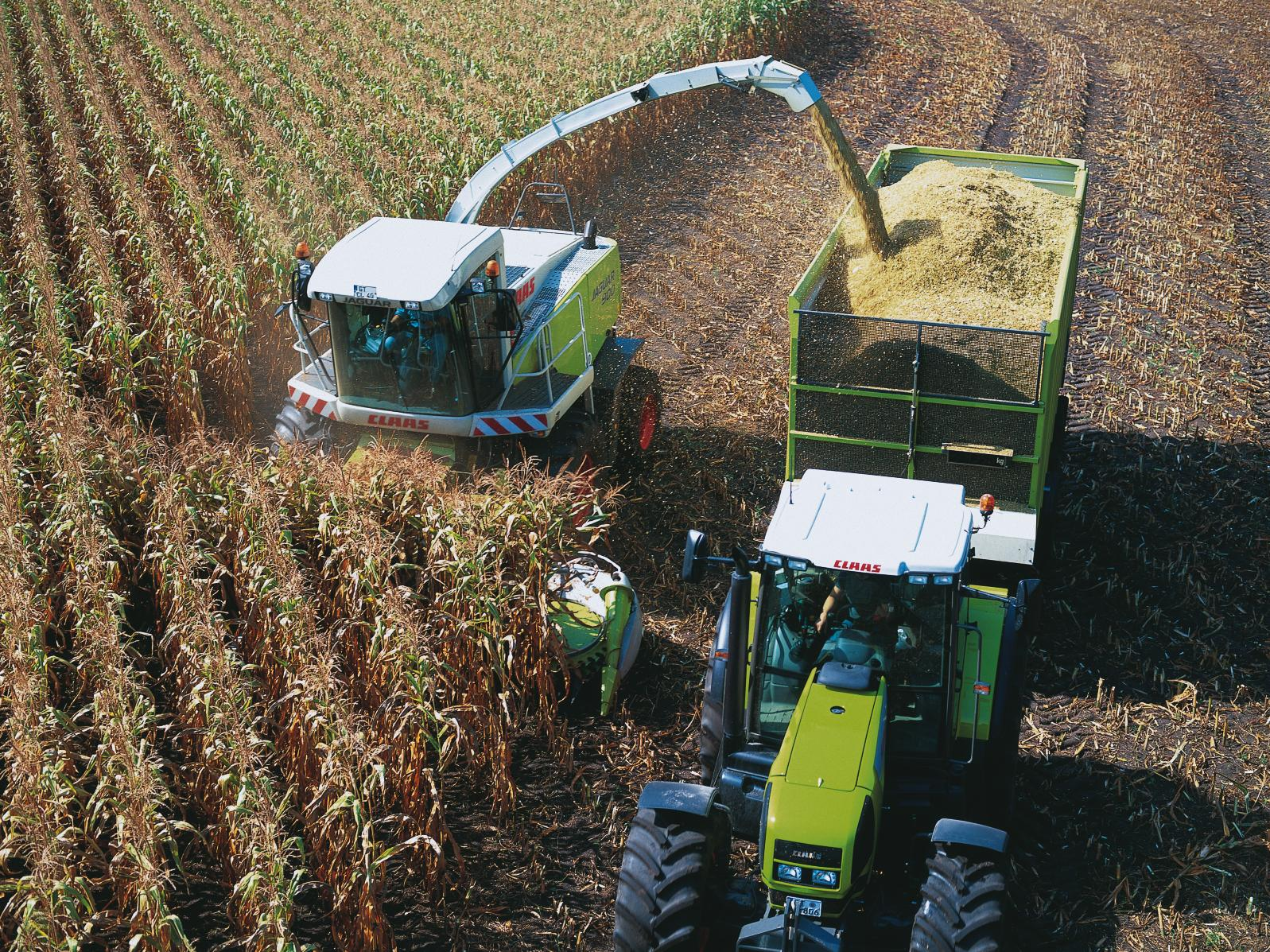
Tracteur et remorque roulant à côté d'une récolteuse automotrice

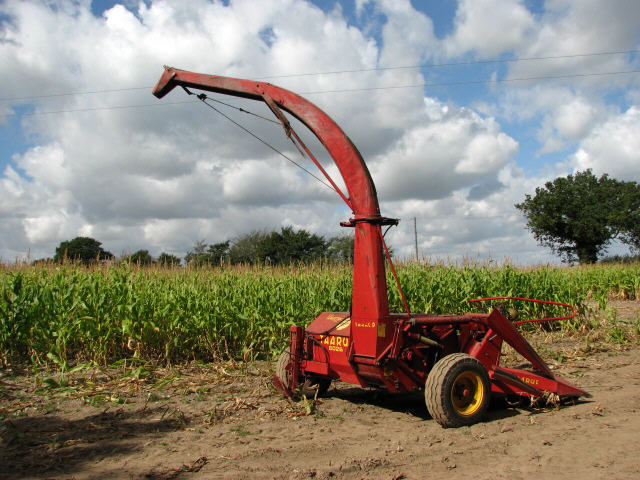
Ancienne ensileuse traînée Taarup, machine danoise très populaire dans les années 1970 à 2000.

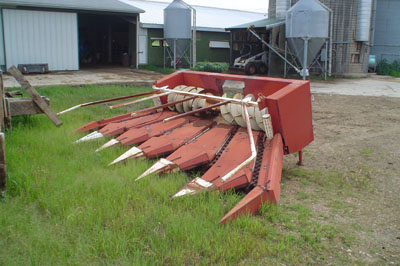
Becs récolteurs de maïs plante entière, traditionnels à chaînes. Tête six rangs, 2004.

Appelée familièrement et professionnellement ensileuse, la récolteuse-hacheuse ou  faucheuse-hacheuse-chargeuse, automotrice ou non, est une machine agricole servant à récolter du fourrage vert (herbe, maïs ou céréales immatures (blé, triticale…) ou du fourrage pré-fané pour faire de l'ensilage. Depuis les années 2000, elle est de plus en plus utilisée pour la récolte de biomasse-énergie : fabrication de biogaz à partir de seigle plante-entière ou autre, récolte de miscanthus ou taillis pour les chaufferies.
L'ensilage est une méthode de conservation par fermentation lactique (principalement recherchée) et marginalement alcoolique de fourrage, mis en silo hermétique après qu'il a été broyé et tassé, dans le but de nourrir le bétail. Maïs, sorgho et céréales sont ensilés en coupe directe, l'herbe (graminées et légumineuses prairiales) souvent après préfanage. Pour cela l'ensileuse dispose de différentes tables de récolte interchangeables.
Le terme d'ensileuse désigne aussi parfois (mais plus justement) les souffleuses-broyeuses destinées à remplir les silos-tours ainsi que les presses destinées au remplissage des silos-boudins (silo à enveloppe souple).

## Historique
Voir Ensilage#Évolution des moyens de récolte et de stockage

## Fonctionnement

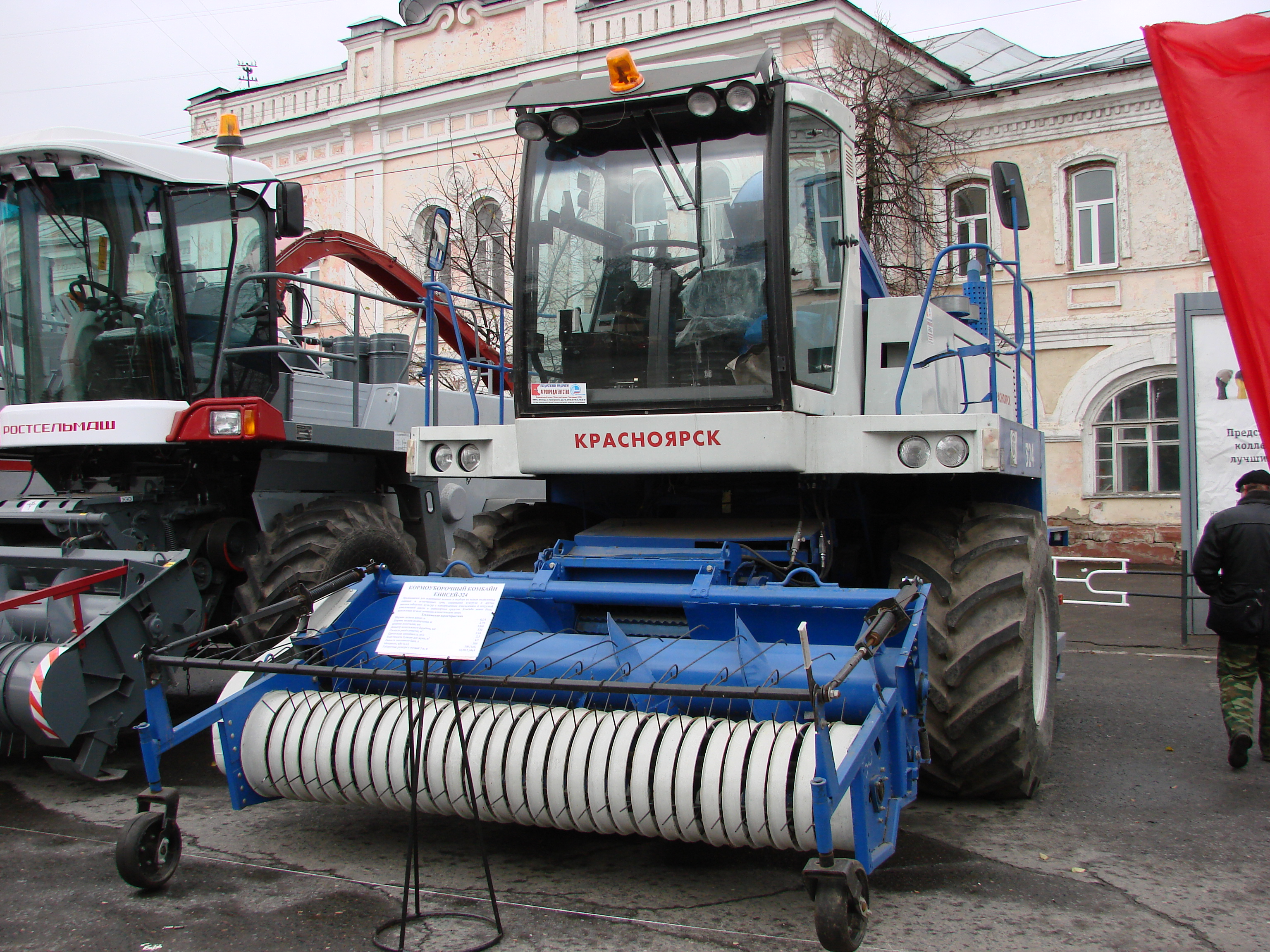
Ensileuse russe Krasnoïarsk équipée d'un pickup classique.

Les ensileuses peuvent se présenter comme des machines traînées ou portées par un tracteur ou bien comme des machines automotrices (le plus répandu en France de nos jours). L'ensileuse assure différentes fonctions :
- Ensileuse avec table de récolte démontée. On aperçoit les rouleaux régulateurs d'amenée qui cachent le tambour hacheur.

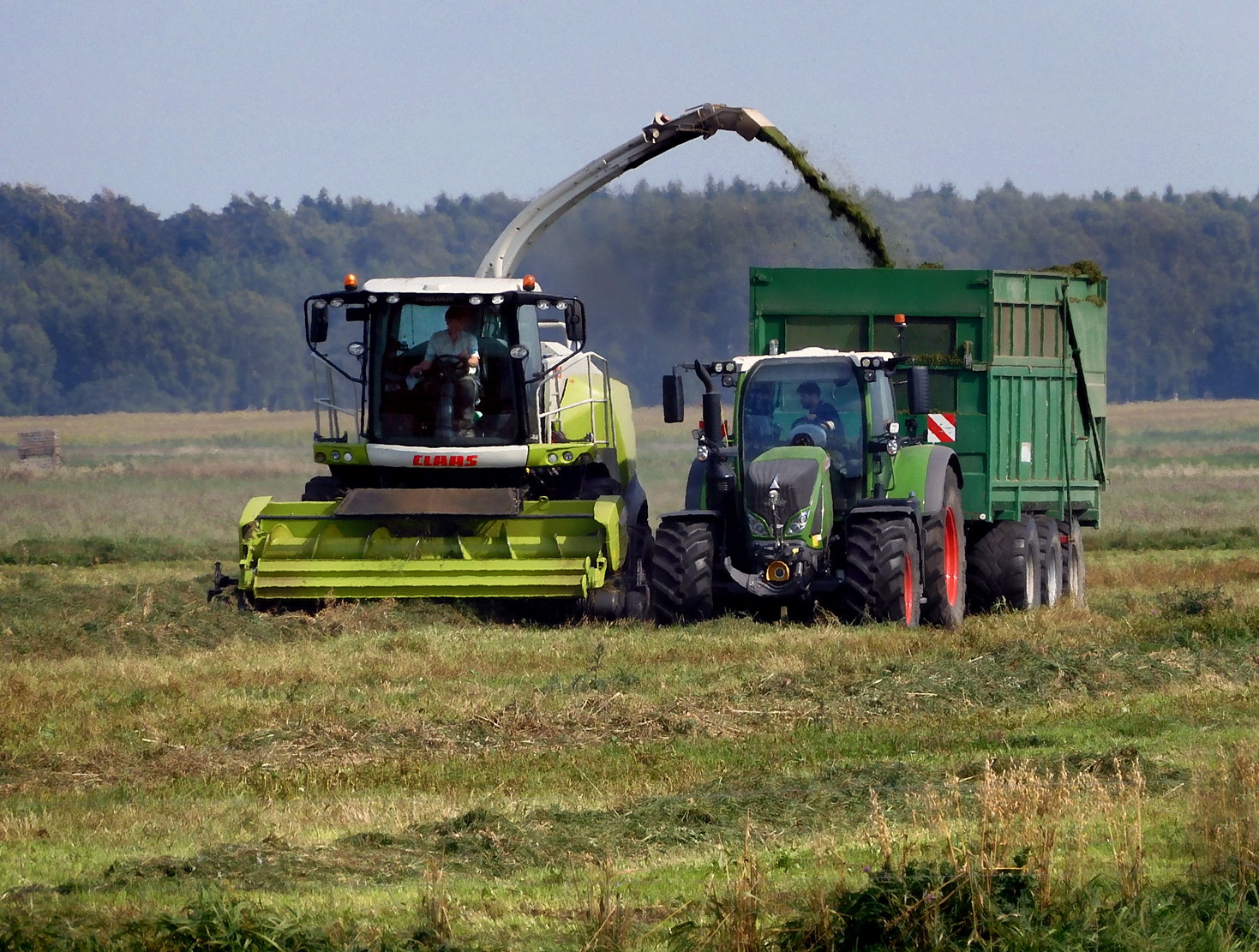
Récolte d'un mélange fourrager avec une ensileuse Claas à pickup (caché par le rouleau de maintien). Suède, 2021.

Ramassage : la machine peut être équipée de différents dispositifs à l'avant selon l'espèce à récolter. Ainsi, pour l'ensilage d'herbe, on équipe l'ensileuse soit d'une barre de coupe à disques, soit d'un pickup. Ce dernier est composé d'un tambour à dents souples tournant et amenant l'herbe, précédemment fauchée et mise en andain, à une vis sans fin. Cette vis amène l'herbe au tambour ou volant hacheur souvent précédé de rouleaux régulateurs d'amenée. Pour l'ensilage du maïs plante entière la machine est équipée d'une table de coupe à tambours (autrefois, rarement aujourd'hui, de becs à chaînes). Pour l'ensilage du maïs-épis, l'ensileuse est équipée de becs cueilleurs.

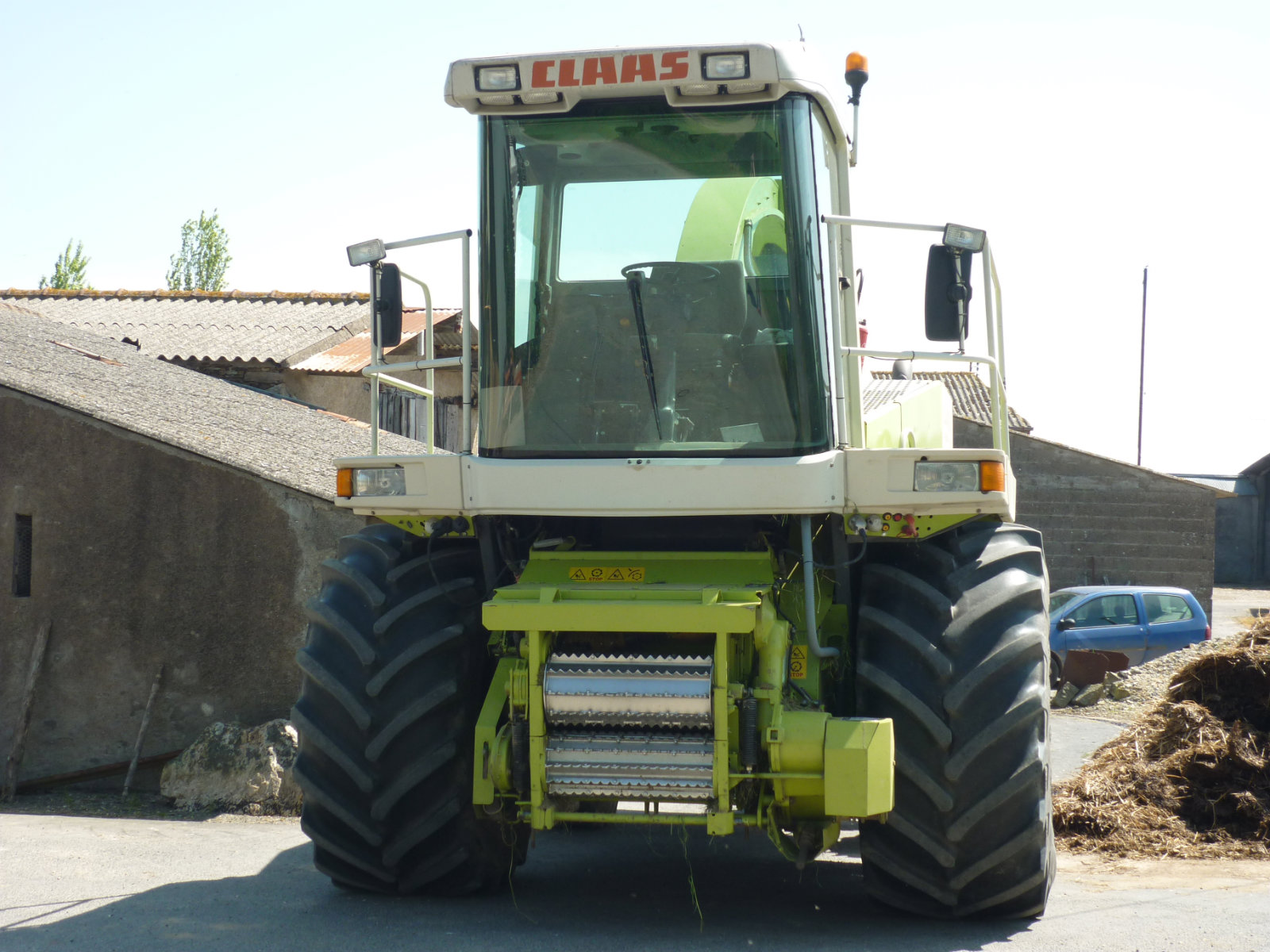
Ensileuse avec table de récolte démontée. On aperçoit les rouleaux régulateurs d'amenée qui cachent le tambour hacheur.

- Hachage : le tambour hacheur réduit le fourrage en morceaux plus fins donc plus digestibles par les animaux et plus faciles à conserver. Il est obtenu grâce à un tambour hacheur rotatif transversal. Ce tambour est équipé de couteaux tournant à quelques millimètres d'un contre-couteau fixe. Les couteaux peuvent atteindre une vitesse tangentielle de 100 km/h. Le fourrage à base de maïs, d'herbe, d'avoine ou de blé est haché en brins de 6 à 30 millimètres de long selon la vitesse de rotation ou l'écartement couteaux-contre-couteau.

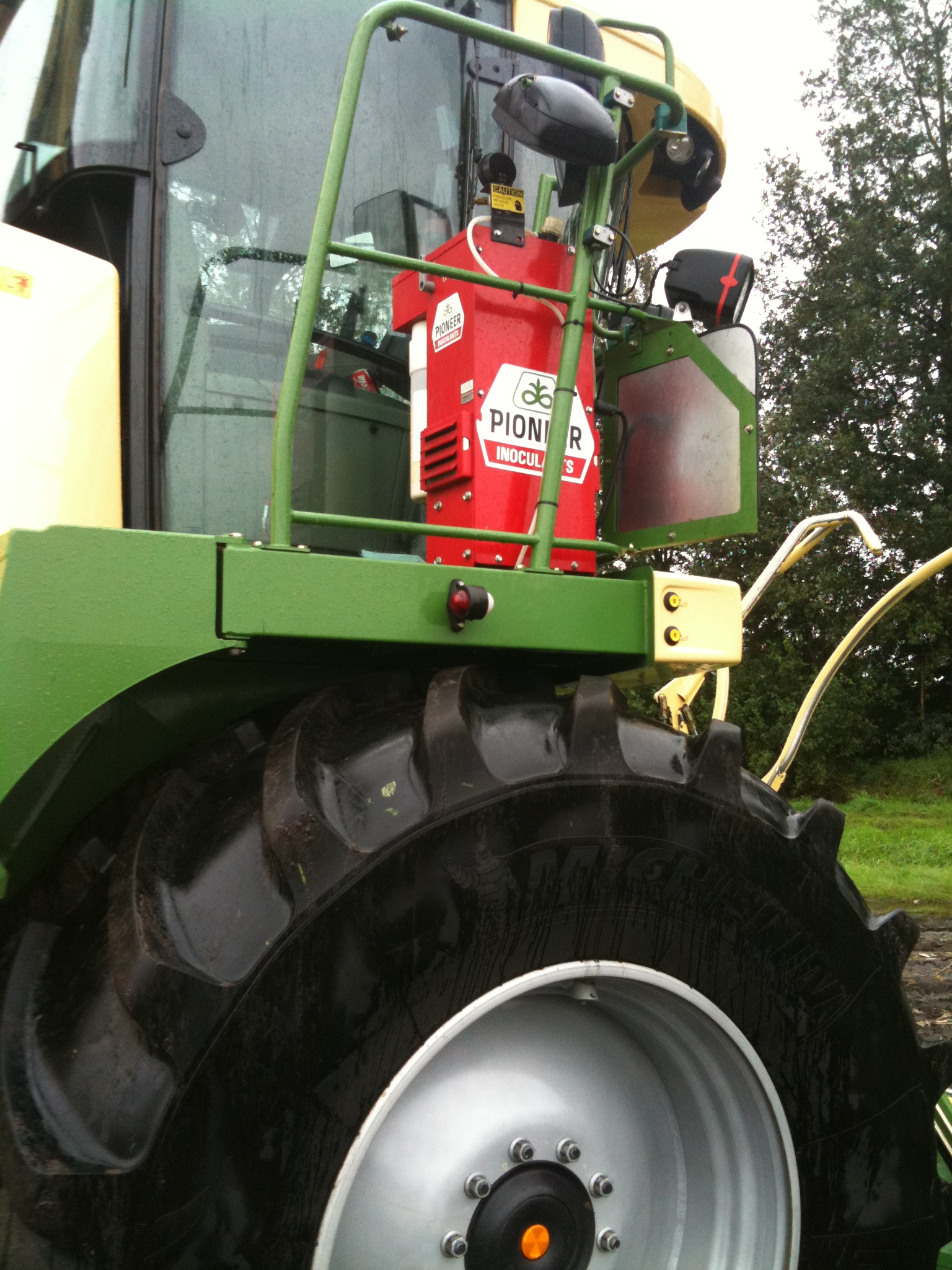
Doseur d'adjuvant sur une ensileuse Krone.

- Table de coupe maïs-céréales à tambours, en partie relevée pour le transport (New Holland).Doseur d'adjuvant sur une ensileuse Krone.Incorporation d'adjuvants (facultatif) : le fourrage est éventuellement traité avec une solution bactérienne spéciale pour activer le processus de fermentation. Pour l'ensilage de maïs ou de sorgo, l'ajout de bactéries n'est pas utile du fait de la teneur élevée en sucre de ces plantes.

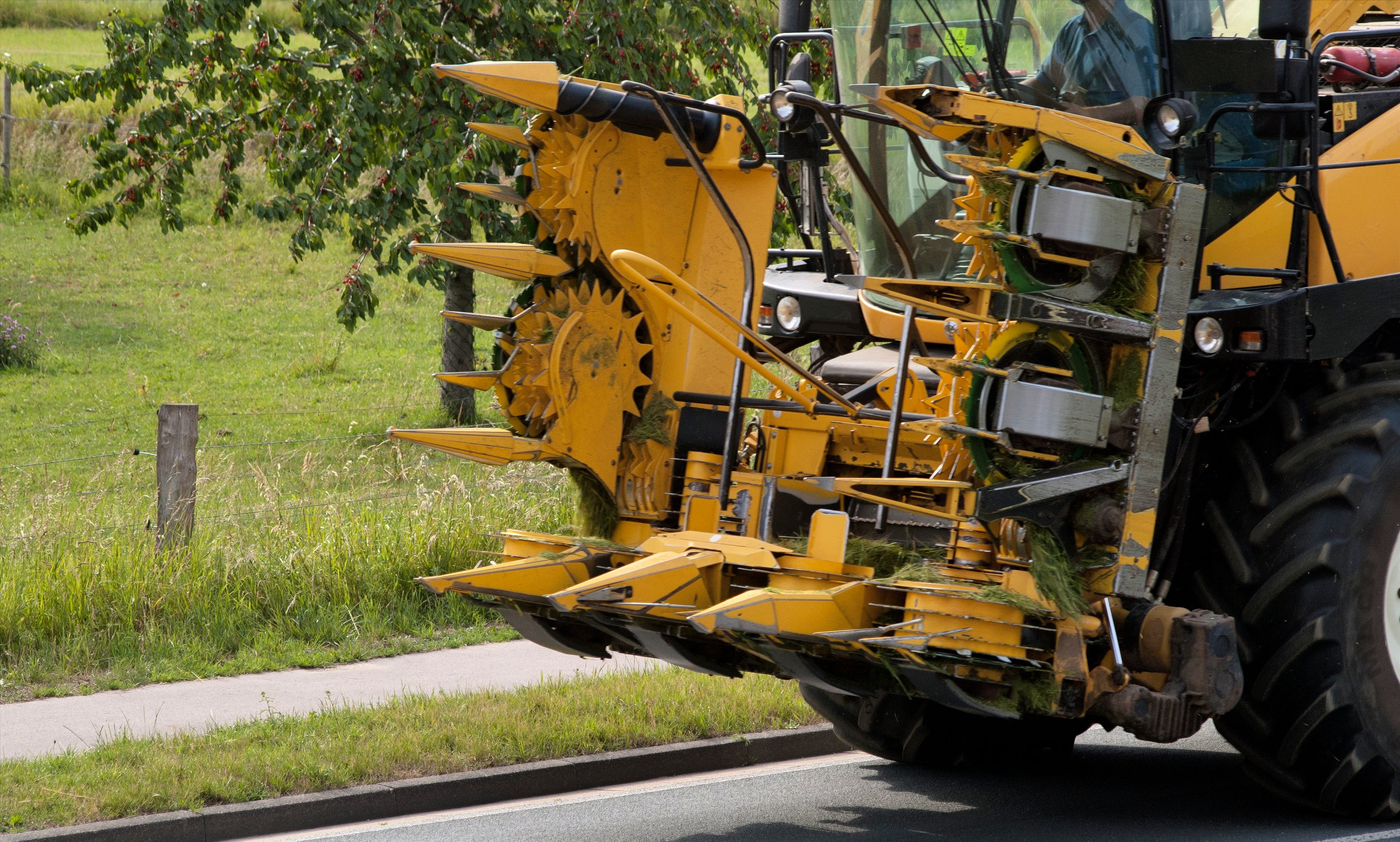
Table de coupe maïs-céréales à tambours, en partie relevée pour le transport (New Holland).

- Éjection-chargement : les machines sont équipées d'une soufflerie qui envoie l'ensilage par une goulotte située à l'arrière vers une trémie ou dans une remorque. Lorsque cette remorque est pleine, elle est amenée au silo pour être déchargée et une autre remorque la remplace.

La méthode la plus rapide de récolte de l'ensilage consiste à employer une machine automotrice accompagnée latéralement par un tracteur traînant une remorque. Les machines actuelles peuvent récolter jusqu'à 2 000 tonnes d'ensilage par jour.
De nos jours, la principale utilisation de l'ensileuse concerne la récolte du maïs plante entière. Avec ce système, en un seul passage, la récolte est coupée, hachée et acheminée dans une remorque.

## Équipements particuliers
Pour la récolte du maïs ensilage, on équipe l'ensileuse d'une table de récolte à becs à chaînes ou à tambours rotatifs (système actuellement le plus utilisé). Le maïs est récolté directement sur pied, il n'est ni fauché, ni andainé auparavant. Le nombre des becs à maïs est variable (entre 4 et 14). Actuellement les tables les plus utilisées sont à 6 et 8 rangs avec une orientation vers plus de largeur. L'ensileuse doit couper les pieds de maïs à environ 15 cm au-dessus de la surface du sol.
Pour récolter des céréales immatures comme le blé ou le triticale, on peut utiliser des becs rotatifs ou encore récolter seulement les grains ou les épis immatures avec une moissonneuse-batteuse traditionnelle. Le maïs-grain immature peut être récolté à la moissoneuse-batteuse. Dans le cas de maïs-épis, on peut encore récolter au corn-picker. Ensuite le broyage et la mise en silo sont effectués par une ensileuse à poste fixe ou une souffleuse-broyeuse.
Le maïs-épis peut aussi être récolté avec l'ensileuse équipée de cueilleurs semblables à ceux des moissonneuses batteuses ; il est alors prêt à être mis en silo.

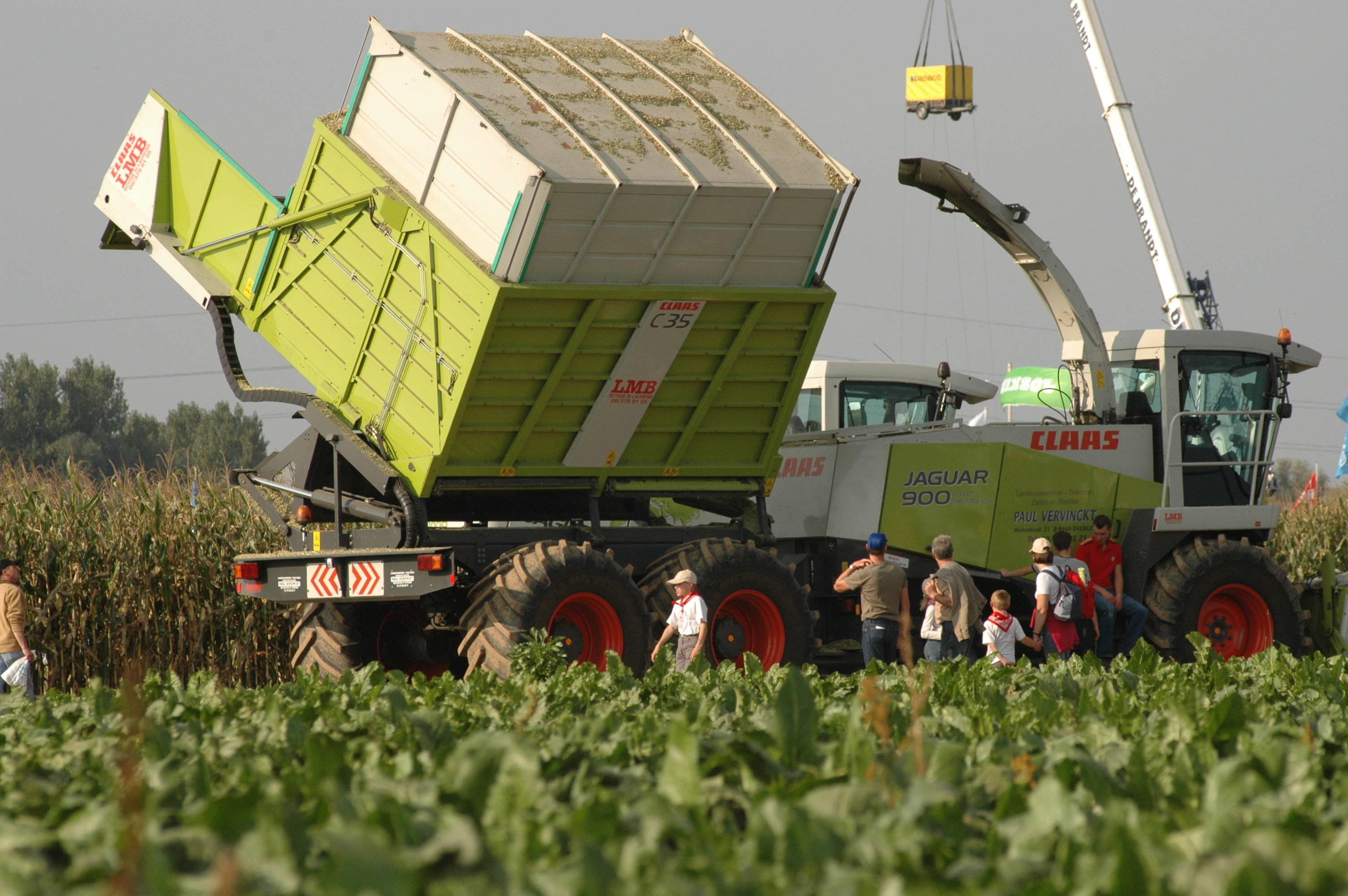
Démonstration d'une Claas Jaguar 900 à trémie. Ce système évite la présence permanente d'une remorque suiveuse. La trémie est déchargée au moyen de son fond mouvant.

Le poste de conduite des ensileuses automotrices est une cabine spacieuse, souvent climatisée et insonorisée, lumineuse et vitrée. Le chauffeur peut diriger la machine au volant en orientant les roues arrière. Il existe aussi des systèmes de conduite semi-automatiques par localisation GPS ou suivi des rangs à l'aide de palpeurs ; ils permettent au chauffeur de se concentrer sur la qualité du hachage et le chargement de la remorque. Les commandes à sa droite servent à régler les différentes fonctions de l'ensileuse (contrôle général de la machine, réglage de la hauteur de coupe, direction de la goulotte, vitesse du moteur, phares…).

### Biomasse
Les cultures habituellement utilisées pour la production de biogaz (seigle, sorgho…) sont récoltées avec une coupe à tambours.  Il en est de même pour le miscanthus séché sur pied destiné au paillage des sols ou à l'énergie.

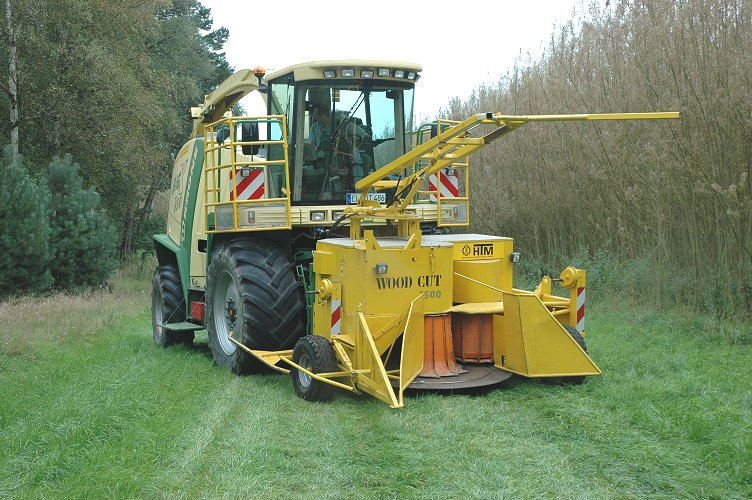
Équipement de récolte et déchiquetage du bois sur une ensileuse Krone pour des plantations forestières à croissance rapide.

Le déchiquetage du bois-énergie sur plantations spécialisées nécessite un équipement particulier et est souvent effectué à poste fixe.

## Prix
Le prix d'une ensileuse automotrice neuve peut varier entre 150 000 et 300 000 euros, voire 400 000 euros pour les machines à deux moteurs.
Le prix élevé de ce matériel ne permet pas à toutes les exploitations agricoles d'en posséder, c'est pourquoi il est parfois nécessaire de se regrouper pour en acheter (CUMA ou copropriété), ou de faire appel à une entreprise de travaux agricoles, ruraux et forestiers (ETARF).

## Quelques marques
Constructeurs actuels :
- Dion Ag[4]
- Claas est le leader mondial de l'ensileuse automotrice et construit la série Jaguar
- John Deere
- New Holland
- Case IH
- Massey Ferguson
- Krone nouveau venu dans le monde de l'ensileuse. Ce constructeur s'est lancé dans ce marché restreint en proposant les machines les plus puissantes au monde avec un modèle de 780 ch et depuis peu un modèle de 1 100 ch, avec des becs à maïs plus nombreux (jusqu'à quatorze rangs) mais aussi plus légers grâce à un nouveau concept qui fait appel non plus à des tambours rotatifs mais à des chaînes pour amener le maïs vers la machine ; en 2023 il y a quatre modèles de 500 à 1 100 ch [5].
- Fendt du groupe Agco a conçu et réalisé en 2010 une ensileuse de 650 ch (Katana) en vue du développement des cultures biomasse-énergie à venir.

Anciens constructeurs :
- Mengele Agrartechnik (de) qui a construit la série SF et la Mammut, ce constructeur construit toujours des ensileuses traînées pour tracteurs
- Deutz-Fahr qui a construit l'ensileuse automotrice Gigant 400. Cette ensileuse avait la particularité d'avoir le réglage de la longueur de coupe depuis la cabine grâce à un système hydraulique et n'était pas équipée de soufflerie.
- Hesston qui construit toujours des ensileuses traînées pour tracteurs
- FiatAgri qui a été racheté par New-Holland
- Massey Ferguson qui a commercialisé pendant quelques années, sous contrat, des ensileuses Mengele Mammut, Champion, Dronninborg, Dania